# Мовахед, Вида
Вида Мовахед (Мовахеди; перс. ویدا موحدی‎; род. 1986, Тегеран) — иранская активистка, правозащитница, участница протестов и борец за права женщин, которая считается инициатором движения «Девушки Энгелаба». 27 декабря 2017 года на тегеранском проспекте Энгелаб она символически сняла белый платок в знак протеста против обязательного ношения хиджаба в Иране. Впоследствии её фотография была опубликована под названием «Девушка с улицы Энгелаб».

## Первый протест

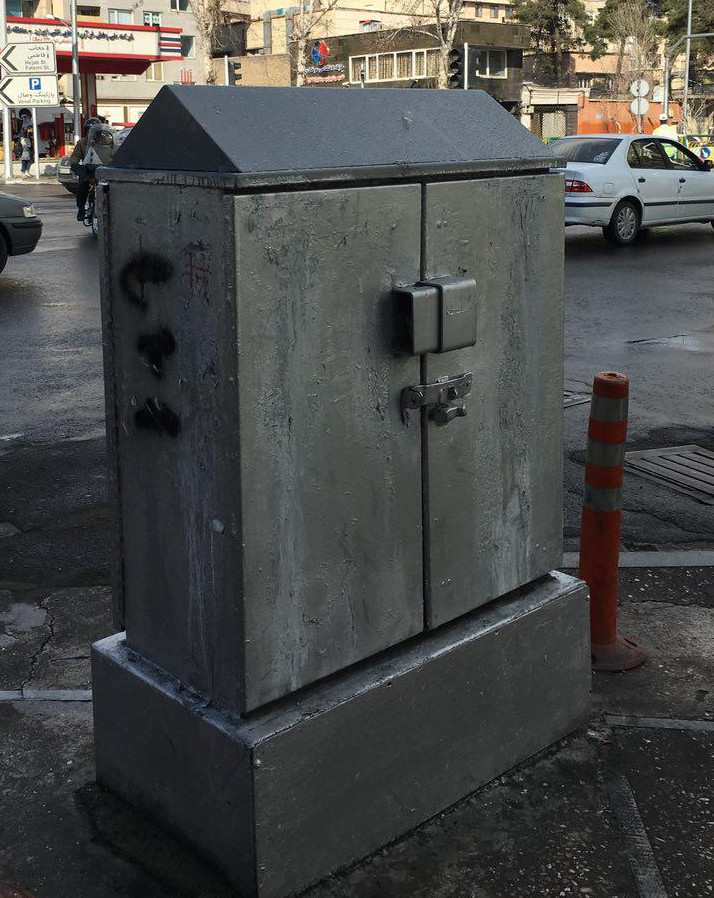
Оригинальный ящик коммунальных служб на перекрестке Энгелаб-Весаль в Тегеране, на котором стояли Вида Мовахед и другие протестующие. После начала протестов власти установили на него скаты, чтобы никто не смог на него забраться.

27 декабря 2017 года Вида Мовахед сняла платок и стала размахивать им, привязанным к палке, стоя на контейнере для хозяйственных нужд, в знак протеста против обязательного ношения хиджаба. Её немедленно арестовали. 27 (по другим данным, 28) января она была освобождена после месяца содержания под стражей.
С января ей стали подражать другие протестующие, что стало началом относительно массового выступления против обязательного ношения хиджаба впервые с 1979 года — в 2018 году в рамках этого протеста было арестовано не менее 39 женщин.

## Второй протест
29 октября 2018 года Мовахед поднялась на вершину бирюзового купола площади Энгелаб с воздушными шарами, чтобы выразить протест против обязательного ношения хиджаба. Впоследствии её снова арестовали и приговорили к одному году тюремного заключения за «пропаганду разврата и порока через акт снятия хиджаба».